# Urban Renewal
Urban Renewal er et musikalbum fra 1974 af soul/funk-bandet Tower of Power. Albummet indeholder 11 numre.